# Чайнат
Чайнат (тайск. ชัยนาท) — город в Таиланде, столица одноимённой провинции.

## География
Город находится в 157 км к северу от центра Бангкока на берегах реки Чаупхрая.

## Население
По состоянию на 2015 год население города составляет 12 445 человек. Плотность населения — 2053,6 чел/км². Численность женского населения (53,2 %) превышает численность мужского (46,8 %).